# کامرون تور
کامرون تور (انگلیسی: Cameron Thor؛ زادهٔ ۱۷ مارس ۱۹۶۰) یک هنرپیشه اهل ایالات متحده آمریکا است.

## گزیده فیلمشناسی
از فیلم‌ها یا برنامه‌های تلویزیونی که وی در آن نقش داشته‌است می‌توان به آثار زیر اشاره کرد.
- هوک (فیلم) (۱۹۹۱)
- چند مرد خوب (۱۹۹۲)
- پارک ژوراسیک (فیلم) (۱۹۹۳)
- تهدید فوری و آشکار (فیلم) (۱۹۹۴)
- رمزگویان باد (۲۰۰۲)
- چیرز (۱۹۹۲)
- پیشتازان فضا: نسل بعدی (۱۹۹۳)
- سوی موفرفری (۱۹۹۱)